# قلعة سنغي (ميانة)
قلعة سنغي هي قرية في مقاطعة ميانة، إيران. عدد سكان هذه القرية هو 113 في سنة 2006.